# 凱姆 (密蘇里州)
凱姆（英語：Kime）是位於美國密蘇里州韋恩縣的鬼鎮。

## 歷史
凱姆的郵局於1904年設立，其後於1937年停運。

## 地理
凱姆所處的海拔為高於海平面127米（即417英呎），而該地所採用的時區為UTC-6，即北美中部時區（CST）。同時該地設有夏令時間，為UTC-6調快一小時，即UTC-5（CDT）。